# Valkompass
Valkompass eller valtest är en tjänst på internet som brukar lanseras inför val, till exempel riksdagsval. Genom att svara på ett antal frågor om politiska ställningstaganden får användaren genom valkompassen veta vilket parti eller kandidat som ligger henne närmast. Valkompasser brukar ofta lanseras av nyhetsmediers webbplatser och har vanligen granskats av en oberoende aktör, till exempel statsvetare eller andra politiskt kunniga.
Yle uppgav 2022 att för unga väljare var valkompassen i många fall det valinnehåll som påverkade deras röstningsbeslut i störst utsträckning. Inför riksdagsvalet i Sverige 2018 uppgav 42 procent att de planerade att använda en valkompass och vid valet 2014 använde sig 50 procent av befolkningen av en valkompass. Bland åldersgruppen 26–35 år så hade 3 av 4 använt valkompasser inför valet 2014.